# Waitabit-Kliffs
Die Waitabit-Kliffs sind eine Reihe von Kliffs aus Sedimentgestein, welche an der Ostküste der westantarktischen Alexander-I.-Insel direkt am George-VI-Sund liegen und sich ausgehend von der Mündung des Merkur-Gletschers über eine Länge von 5 km erstrecken.
Erstmals gesichtet hat sie vermutlich der US-amerikanische Polarforscher Lincoln Ellsworth bei einem Überflug am 23. November 1935. Eine grobe Kartierung nahmen 1936 Teilnehmer der British Graham Land Expedition (1934–1937) vor. Neuerliche Vermessungen führte der Falkland Islands Dependencies Survey 1949 durch. Dabei wurden Gesteinsschichten der Kliffs von zwei Ausgangspunkten untersucht, was zu einer namensgebenden Verzögerung (englisch Wait a bit ‚Warte ein wenig‘) führte.